# Джузеппе Сабадіні
Джузеппе Сабадіні (італ. Giuseppe Sabadini, * 26 березня 1949, Саградо) — колишній італійський футболіст, захисник. По завершенні ігрової кар'єри — футбольний тренер.
Як гравець насамперед відомий виступами за клуби «Сампдорія» та «Мілан», а також національну збірну Італії.
Триразовий володар Кубка Італії. Володар Кубка Кубків УЄФА. 

## Клубна кар'єра
У дорослому футболі дебютував 1965 року виступами за команду клубу «Сампдорія», в якій провів шість сезонів, взявши участь у 90 матчах чемпіонату. 
Своєю грою за цю команду привернув увагу представників тренерського штабу клубу «Мілан», до складу якого приєднався 1971 року. Відіграв за «россонері» наступні сім сезонів своєї ігрової кар'єри. Більшість часу, проведеного у складі «Мілана», був основним гравцем захисту команди. За цей час тричі виборював титул володаря Кубка Італії, ставав володарем Кубка Кубків УЄФА.
Згодом з 1978 по 1984 рік грав у складі команд клубів «Катандзаро» та «Катанія».
Завершив професійну ігрову кар'єру у клубі «Асколі», за команду якого виступав протягом 1984—1986 років.

## Виступи за збірну
1973 року дебютував в офіційних матчах у складі національної збірної Італії. Протягом кар'єри у національній команді, яка тривала усього 2 роки, провів у формі головної команди країни 4 матчі. У складі збірної був учасником чемпіонату світу 1974 року у ФРН.

## Кар'єра тренера
Розпочав тренерську кар'єру відразу ж по завершенні кар'єри гравця, 1986 року, очоливши тренерський штаб клубу «Корильяно».
В подальшому очолював команди клубів «Венеція», «Алессандрія», «Авеццано», «Мессіна», «Катандзаро», «Астреа» та «Кастровілларі».
Наразі останнім місцем тренерської роботи був клуб «Таранто», команду якого Джузеппе Сабадіні очолював як головний тренер до 2005 року.

## Титули і досягнення
- Володар Кубка Італії (3):

«Мілан»:  1971–72, 1972–73, 1976–77
- Володар Кубка Кубків УЄФА (1):

«Мілан»:  1972–73